# Lofotposten
Lofotposten er et dagblad som udgives i Svolvær i Nordland fylke i Norge. Avisen blev grundlagt i 1896.

## Trykkeriet
Lofotposten havde sit eget trykkeri siden avisen blev grundlagt i 1896, og både Lofotposten og Lofot-Tidende blev trykt her. I en periode frem til april 2008 blev også Vesteraalens Avis trykt hos Lofotpostens trykkeri. Trykkeriet i Svolvær blev nedlagt 1. oktober 2009, og Lofotposten og Lofot-Tidende trykkes nu hos K. Nordahls Trykkeri i Sortland, hvor også Bladet Vesterålen bliver trykt. Nedlæggelsen medførte at 14 stillinger blev nedlagt.

## Oplag
Bekræftede netto oplagstal fra Mediebedriftenes Landsforening:
- 2006: 7.429
- 2007: 7.330
- 2008: 7.133
- 2009: 6.872
- 2010: 6.512
- 2011: 6.322
- 2012: 6.133
- 2013: 5.797